# Wendy Waldman
Wendy Waldman (nacida el 29 de noviembre de 1950) es una cantante, compositora y productora musical estadounidense.

## Trayectoria

### Comienzos
Waldman (nacida como Wendy Steiner) creció en el área de Los Ángeles. Se crio en un entorno musical: su padre Fred Steiner fue el compositor de bandas sonoras que, entre otras, escribió el tema musical de Perry Mason y The Rocky and Bullwinkle Show. Su madre era violinista profesional. En 1969 se casó con su primer marido Ken Waldman y se cambió el nombre a Wendy Waldman.

### Bryndle
Las primeras grabaciones de Waldman se realizaron en 1970 como parte del grupo Bryndle. Otros miembros del grupo incluyeron a Karla Bonoff, Andrew Gold y Kenny Edwards. Cuando el grupo se disolvió, firmó con Warner Bros. Bryndle se volvió a formar a principios de la década de 1990 y lanzó dos álbumes antes de disolverse nuevamente a mediados de la década de 2000.

### Grabaciones
En 1973, lanzó su primer álbum Love Has Got Me, y Rolling Stone la nombró "Mejor cantautora debutante del año". También en 1973, Maria Muldaur versionó dos canciones escritas por Waldman en su primer álbum homónimo.
Siguió su álbum Gypsy Symphony en 1974, después Wendy Waldman en 1975, The Main Refrain (1976) y Strange Company en 1978.
En 1982, Waldman lanzó Which Way to Main Street, que presentaba a Peter Frampton en la guitarra.

### Composición
Waldman dejó el sello Warner Bros en 1979. En 1982 se mudó a Nashville para concentrarse en la composición de canciones.
El equipo de compositores formado por Waldman, Phil Galdston y Jon Lind escribió "Save the Best for Last" para Vanessa Williams, que fue nominada a un Grammy. También han escrito canciones popularizadas por artistas como Madonna, Celine Dion y Earth, Wind & Fire.
La canción "Fishin 'in the Dark" fue escrita por Waldman y Jim Photoglo. Fue un éxito en 1987 para Nitty Gritty Dirt Band y también ha sido versionada por Garth Brooks y Kenny Chesney.

### Producción
Waldman ha sido una de las pocas mujeres que producen discos en una profesión dominada por hombres.

### The Refugees
En 2007, Waldman formó The Refugees con Cidny Bullens y Deborah Holland.

## Discografía

### Grabaciones de estudio
- 1973: Love Has Got Me (Warner Bros.)
- 1974: Gypsy Symphony (Warner Bros.)
- 1975: Wendy Waldman (Warner Bros.)
- 1976: The Main Refrain (Warner Bros.)
- 1978: Strange Company (Warner Bros.)
- 1982: Which Way to Main Street (Epic)
- 1987: Letters Home (Cypress)
- 1997: Environments 16 – City of Dreams (FirstCom)
- 2007: My Time in the Desert (Longhouse)

### Compilaciones
- 1996: Love Is the Only Goal: The Best of Wendy Waldman (Warner Archives)
- 2003: Seeds and Orphans (Longhouse)

### Singles
- 1975: "Western Lullaby" / "Green Rocky Road" (Warner Bros.)
- 1976: "Living Is Good" / "The Main Refrain" (Warner Bros.)
- 1978: "Long Hot Summer Nights" / "You'll See" (Warner Bros.)
- 1982: "Does Anybody Want to Marry Me" (Epic)
- 1982: "Heartbeat" (Epic)
- 1987: "Living in Hard Times" (Cypress)

### Como miembro de Bryndle
- 1995: Bryndle ( MusicMasters )
- 2002: House of Silence (autoeditado)

### Como miembro de The Refugees
- 2009: Unbound (Wabuho)
- 2012: Three (Wabuho)
- 2019: How Far It Goes (Wabuho)

### Como compositora

#### 1973-1981
- 1973: Maria Muldaur - Maria Muldaur (Reprise) - pista 10, "Vaudeville Man"; pista 11, "Mad Mad Me"
- 1974: El Chicano - Cinco (MCA) - pista 7, "Gringo En Mexico"
- 1974: Maria Muldaur - Waitress in a Donut Shop (Reprise) - pista 2, "Gringo En Mexico"
- 1975: Judy Collins - Judith (Elektra) - pista 11, "Pirate Ships"
- 1976: Barbi Benton - Something New ( Playboy ) - pista 11, "Thinking of You"
- 1976: Maria Muldaur - Sweet Harmony (Reprise) - pista 7, "Back by Fall"; pista 9, "Wild Bird"
- 1976: Twiggy - Twiggy (Mercury) - pista 8, "Vaudeville Man"
- 1980: Randy Meisner - One More Song (Epic) - pista 2, "Gotta Get Away"; pista 3, "Come on Back to Me"; pista 5, "Te necesito mal"; pista 7, "Trouble Ahead" (todas las canciones coescritas con Eric Kaz y Randy Meisner)
- 1981: Kim Carnes - Mistaken Identity (EMI America) - pista 6, "Break The Rules Tonite (Out of School)" (coescrito con Dave Ellingson y Kim Carnes); pista 7, "Still Hold On" (coescrito con Dave Ellingson, Eric Kaz y Kim Carnes)
- 1981: Albert Hammond - Your World and My World (Columbia) - pista 8, "Take Me Sailing"
- 1981: Patti Austin - Every Home Should Have One (Qwest) - pista 3, "The Way I Feel" (coescrito con Eric Kaz)

#### 1982 - presente
- 1982: Crystal Gayle - True Love (Elektra) - pista 4, "Baby What About You" (coescrito con Josh Leo )
- 1982: Johnny Van Zant - The Last of the Wild Ones (Polydor) - pista 4, "Still Hold On" (coescrito con Dave Ellingson, Eric Kaz y Kim Carnes)
- 1983: Helen Reddy - Imagination (MCA) Side Two, pista 2, "The Way I Feel" (coescrito con Eric Kaz)
- 1983: Helen Reddy - Imagination (MCA) Side Two, pista 5, "Heartbeat" (coescrito con Eric Kaz)
- 1985: Kenny Rogers - Love Is What We Make It (Liberty) - pista 3, "Still Hold On" (coescrito con Dave Ellingson, Eric Kaz y Kim Carnes)
- 1985: Steve Wariner - Life's Highway (MCA) - pista 5, "In Love And Out of Danger" (coescrito con Craig Bickhardt )
- 1986: The Kendalls - Fire at First Sight (MCA) - pista 4, "I'll Take You (Heartache And All)" (coescrito con Donnie Lowery)
- 1986: Reba McEntire - Whoever's in New England (MCA) - pista 1, "Can't Stop Now" (coescrito con Gary Nicholson)
- 1987: Don Johnson - Heartbeat (Epic) - pista 1, "Heartbeat" (coescrito con Eric Kaz )
- 1987: Jesse Colin Young - The Highway Is For Heroes (Cypress) - pista 1, "The Highway Is For Heroes" (coescrito con Jesse Colin Young)
- 1988: Bette Midler - Beaches (grabación de la banda sonora original) (Atlantic) - pista 9, "Oh Industry" (coescrito con Bette Midler)
- 1988: Highway 101 - 101² (Warner Bros.) - pista 2, "Road To Your Heart" (coescrito con Jim Photoglo y Josh Leo )
- 1988: Tuck & Patti - Tears of Joy (Windham Hill Jazz) - pista 9, "Mad Mad Me"
- 1991: Cher - Love Hurts (Geffen) - pista 7, "One Small Step" (coescrito con Barry Mann y Brad Parker)
- 1993: The Hooters - Out of Body (MCA) - pista 4, "Great Big American Car" (coescrito con Eric Bazilian y Rob Hyman )
- 2001: Alison Krauss & Union Station - New Favorite (Rounder) - pista 7, "I'm Gone" (coescrito con Eric Kaz)
- 2008: Sonny Landreth - From the Reach (Landfall) - pista 7, "The Goin 'On" (coescrito con Sonny Landreth)
- 2009: Nicole Dillenberg - The Heart of the Matter (autoeditado) - pista 4, "Over YouKeane"
- 2010: Cindy Bullens - Howling Trains and Barking Dogs (MCD Records) - pista 5, "All My Angels" (coescrito con Cindy Bullens)
- 2010: John Cowan - The Massenburg Sessions ( e1 ) - pista 1, "My Time in the Desert / Maggie Little" (coescrito con Sally Barris y Shad Cobb)
- 2015: Home Free - Country Evolution (Columbia) - pista 8, "Fishing in the Dark (coescrito con Jim Photoglo)

### Como productora
- 1988: The Forester Sisters – Sincerely (Warner Bros.)
- 1988: Suzy Bogguss – Somewhere Between (Capitol)
- 1989: Jonathan Edwards – Natural Thing (MCA / Curb)
- 1989: New Grass Revival – (Friday Night in America (Capitol)
- 1990: Matraca Berg – Lying to the Moon (RCA)
- 1992: Mitsou – Heading West (Tox) – track 2, "Heading West"
- 1993: Rick Vincent – A Wanted Man (Curb)
- 2005: Arthur Lee Land – Dragonfly (Perfect Groove)
- 2007: Artie Traum – Thief of Time (Roaring Stream)
- 2012: Lisa Haley – Joy Ride (Blue Fiddle)
- 2014: various artists – Looking into You: A Tribute to Jackson Browne (Music Road) – track 2-04, "Something Fine"

### También aparece en

#### 1973-1979
- 1973: Linda Ronstadt - Don't Cry Now (Asylum) - coros de 'Don't Cry Now'
- 1974: Linda Ronstadt - Heart Like a Wheel (Capitol) - coros en la pista 2, "It Doesn't Matter Anymore"
- 1976: Maria Muldaur - Sweet Harmony (Warner Bros.) coros
- 1976: Al Kooper - Act Like Nothing's Wrong (United Artists) - coros
- 1976: Linda Ronstadt - Hasten Down the Wind (Asylum) - coros
- 1977: Karla Bonoff - Karla Bonoff (Columbia) - coros
- 1977: Tim Moore - White Shadows (Asylum) - coros
- 1978: Maria Muldaur - Southern Winds (Warner Bros.) - coros
- 1979: Maria Muldaur - Open Your Eyes (Warner Bros.) - coros
- 1979: Karla Bonoff - Restless Nights (Columbia) - coros

#### 1980 - presente
- 1980: Bob Welch - Man Overboard (Capitol) - coros
- 1980: Bette Midler - In Harmony: A Sesame Street Record (Warner Bros.) - coros en 'Blueberry Pie'
- 1980: Amy Holland - Amy Holland (Capitol) - coros
- 1980: Randy Meisner - One More Song (Epic) - guitarra, voz en la pista 3, "Come on Back To Me"
- 1980: John Stewart - Dream Babies Go Hollywood (RSO Records) - coros
- 1982: Karla Bonoff - Wild Heart of the Young (Columbia) - coros
- 1982: Nicolette Larson - All Dressed Up and No Place to Go (Warner Bros.) - coros
- 1983: Melissa Manchester - Emergency (Arista) - coros
- 1983: Randy Newman - Trouble in Paradise (Warner Bros.) - coros
- 1984: Jimmy Buffett - Riddles in the Sand (MCA) - coros
- 1984: Reba McEntire - My Kind of Country (MCA) - coros
- 1985: Dobie Gray - From Where I Stand (Capitol) - coros
- 1985: Jimmy Buffett - Last Mango in Paris (MCA) - coros
- 1985: Hank Williams Jr. - Five-O (Warner Bros.) - coros
- 1985: Rick Cua - You're My Road (Sparrow) - voz
- 1986: Mac Davis - Somewhere in America (MCA) - voz